# PowerBook 540
Le PowerBook 540 est un ordinateur portable d'Apple. Il fut lancé avec les PowerBook 520, 520c et 540c en mai 1994. Ces modèles sont une évolution majeure par rapport aux PowerBook de la série 100. Ils étaient dotés de microprocesseurs Motorola 68LC040, plus puissant que les 68030 et d'une batterie plus endurante de type NiMH. Ils apportaient en outre plusieurs innovations fonctionnelles : un trackpad comme dispositif de pointage (une première pour un portable), un port Ethernet, un slot PCMCIA (ou PC Card), un emplacement pour une seconde batterie, un clavier étendu, des écrans permettant un affichage en 640 × 480 (contre 640 × 400 pour les précédents PowerBook), ou encore des haut-parleurs stéréo.
Le PowerBook 540 intégrait un processeur à 33 MHz, 240 Mo de disque dur et un écran LCD 9,5" noir et blanc à matrice active. Il disposait aussi d'un modem interne et de deux batteries en standard.

## Caractéristiques
- Microprocesseur : Motorola 68LC040 32 bits cadencé à 33 MHz
- bus système 32 bits à 33 MHz
- mémoire cache : 8 Kio de niveau 1
- mémoire morte : 2 Mio
- mémoire vive : 4 Mio extensible à 36 Mio
- écran LCD 9,5" à matrice active
- résolutions supportées :
  - 640 × 480 en 8 bits (niveaux de gris)
- mémoire vidéo : 512 Kio de VRAM pour écran externe
- résolutions supportées (sur écran externe) :
  - 512 × 384 en 8 bits
  - 640 × 480 en 8 bits
  - 800 × 600 en 8 bits
  - 832 × 624 en 8 bits
- disque dur SCSI de 240 Mo
- lecteur de disquette 3,5" 1,44 Mo
- slots d'extension :
  - 1 connecteur mémoire spécifique (PB 5xx) de type SRAM (vitesse minimale : 70 ns)
- connectique :
  - 1 port SCSI (HDI-30)
  - 1 port série (Mini Din-8)
  - 1 port ADB
  - 1 port Ethernet AAUI-15
  - sortie son : mono 16 bits
  - entrée son : mono 16 bits
  - sortie vidéo mini-15
- modem 19,2/14,4 kbit/s Global Village
- haut-parleur stéréo intégré
- microphone intégré
- 2 batteries NiMH lui assurant environ 3h30 d'autonomie
- dimensions : 58 × 292 × 246 mm
- poids : 3,2 kg
- consommation : 40 W
- systèmes supportés : Système 7.1.1 à 8.1